# UMS de Loum
O UMS de Loum é um clube de futebol com sede em Loum, Njombé, Camarões. 

## História
A equipe compete no Campeonato Camaronês de Futebol.